# Modřišice
Modřišice là một làng thuộc huyện Semily, vùng Liberecký, Cộng hòa Séc.